# Giro d'Italia 1985
Il Giro d'Italia 1985, sessantottesima edizione della "Corsa Rosa", si svolse in ventidue tappe precedute un cronoprologo iniziale dal 16 maggio al 9 giugno 1985, per un percorso totale di 3 998,6 km. Fu vinto da Bernard Hinault.
Visentini, in maglia rosa, si ammalò e fu costretto a cedere il primato a Hinault, che alla terza partecipazione conquistò il terzo Giro. Ron Kiefel fu il primo ciclista statunitense a vincere una tappa in un grande Giro. 
Venne trasmesso in tv da Raiuno e in radio da Rai Radio1.

## Regolamento

### Maglie e classifiche
il regolamento quell'anno prevedeva 4 maglie: la maglia rosa (come sempre per il migliore in classifica generale), la maglia ciclamino (leader della classifica a punti), la maglia verde (leader della classifica scalatori), e la  maglia bianca (Classifica giovani). Inoltre fu presente la classifica a squadre.

### Abbuoni
Gli abbuoni assegnati nelle tappe in linea furono di 20" 15" 10" 5" ai primi quattro classificati all'arrivo.

## Tappe
| Tappa  | Data      | Percorso                                     | km      | Vincitore di tappa | Leader cl. generale |
| ------ | --------- | -------------------------------------------- | ------- | ------------------ | ------------------- |
| prol.  | 16 maggio | Verona > Verona (cron. individuale)          | 6,6     | Francesco Moser    | Francesco Moser     |
| 1ª     | 17 maggio | Verona > Busto Arsizio                       | 218     | Urs Freuler        | Francesco Moser     |
| 2ª     | 18 maggio | Busto Arsizio > Milano (cron. a squadre)     | 38      | Del Tongo-Colnago  | Giuseppe Saronni    |
| 3ª     | 19 maggio | Milano > Pinzolo                             | 190     | Giuseppe Saronni   | Giuseppe Saronni    |
| 4ª     | 20 maggio | Pinzolo > Selva di Val Gardena               | 237     | Hubert Seiz        | Roberto Visentini   |
| 5ª     | 21 maggio | Selva di Val Gardena > Vittorio Veneto       | 225     | Emanuele Bombini   | Roberto Visentini   |
| 6ª     | 22 maggio | Vittorio Veneto > Cervia                     | 237     | Frank Hoste        | Roberto Visentini   |
| 7ª     | 23 maggio | Cervia > Jesi                                | 185     | Orlando Maini      | Roberto Visentini   |
|        | 24 maggio | giorno di riposo                             |         |                    |                     |
| 8ª-1ª  | 25 maggio | Foggia > Foggia                              | 45      | Stefano Allocchio  | Roberto Visentini   |
| 8ª-2ª  | 25 maggio | Foggia > Matera                              | 167     | Acácio da Silva    | Roberto Visentini   |
| 9ª     | 26 maggio | Matera > Crotone                             | 237     | Paolo Rosola       | Roberto Visentini   |
| 10ª    | 27 maggio | Crotone > Paola                              | 203     | Acácio da Silva    | Roberto Visentini   |
| 11ª    | 28 maggio | Paola > Salerno                              | 240     | Stefano Allocchio  | Roberto Visentini   |
| 12ª    | 29 maggio | Capua > Maddaloni (cron. individuale)        | 38      | Bernard Hinault    | Bernard Hinault     |
| 13ª    | 30 maggio | Maddaloni > Frosinone                        | 154     | Urs Freuler        | Bernard Hinault     |
| 14ª    | 31 maggio | Frosinone > Gran Sasso d'Italia              | 195     | Franco Chioccioli  | Bernard Hinault     |
| 15ª    | 1º giugno | L'Aquila > Perugia                           | 208     | Ron Kiefel         | Bernard Hinault     |
| 16ª    | 2 giugno  | Perugia > Cecina                             | 217     | Giuseppe Saronni   | Bernard Hinault     |
| 17ª    | 3 giugno  | Cecina > Modena                              | 248     | Daniel Gisiger     | Bernard Hinault     |
|        | 4 giugno  | giorno di riposo                             |         |                    |                     |
| 18ª    | 5 giugno  | Monza > Domodossola                          | 128     | Paolo Rosola       | Bernard Hinault     |
| 19ª    | 6 giugno  | Domodossola > Saint-Vincent                  | 247     | Francesco Moser    | Bernard Hinault     |
| 20ª    | 7 giugno  | Saint-Vincent > Valnontey di Cogne           | 58      | Andrew Hampsten    | Bernard Hinault     |
| 21ª    | 8 giugno  | Saint-Vincent > Genova                       | 229     | Urs Freuler        | Bernard Hinault     |
| 22ª    | 9 giugno  | Lido di Camaiore > Lucca (cron. individuale) | 48      | Francesco Moser    | Bernard Hinault     |
| Totale | Totale    | Totale                                       | 3 998,6 |                    |                     |

## Squadre e corridori partecipanti
| N.    | Cod. | Squadra                       |
| ----- | ---- | ----------------------------- |
| 1-9   | GIS  | Gis Gelati-Trentino Vacanze   |
| 11-19 | ALP  | Alpilatte-Olmo-Cierre         |
| 21-29 | ARI  | Ariostea-Oece                 |
| 31-39 | ATA  | Atala-Ofmega-Campagnolo       |
| 41-49 | CAR  | Carrera-Inoxpran              |
| 51-59 | DEL  | Del Tongo-Colnago             |
| 61-69 | DRO  | Dromedario-Laminox-Fibok-Alan |
| 71-79 | ZOR  | Gemeaz Cusin-Zor              |
| 81-89 | LVC  | La Vie Claire-Wonder-Radar    |
| 91-99 | MAG  | Maggi Mobili-Fanini           |

| N.      | Cod. | Squadra                         |
| ------- | ---- | ------------------------------- |
| 101-109 | CIL  | Magniflex-Cilo-Aufina           |
| 111-119 | MAL  | Malvor-Bottecchia-Vaporella     |
| 121-129 | MUR  | Murella-Rossin                  |
| 131-139 | CDC  | Pilas Varta-Café de Colombia    |
| 141-149 | SAM  | Sammontana-Bianchi              |
| 151-159 | SAN  | Santini-Krups-Conti-Galli       |
| 161-169 | 7EL  | 7-Eleven-Hoonved                |
| 171-179 | SKI  | Skil-Sem-KAS-Miko               |
| 181-189 | BRI  | Supermercati Brianzoli          |
| 191-199 | VIN  | Vini Ricordi-Pinarello-Sidermec |

## Classifiche finali

### Classifica generale - Maglia rosa
| Pos. | Corridore                | Squadra       | Tempo      |
| 1    | Bernard Hinault          | La Vie Claire | 105h46'51" |
| 2    | Francesco Moser          | Gis Gelati    | a 1'08"    |
| 3    | Greg LeMond              | La Vie Claire | a 2'55"    |
| 4    | Tommy Prim               | Sammontana    | a 4'53"    |
| 5    | Marino Lejarreta         | Alpilatte     | a 6'30"    |
| 6    | Gianbattista Baronchelli | Brianzoli     | a 6'32"    |
| 7    | Silvano Contini          | Ariostea      | a 7'22"    |
| 8    | Michael Wilson           | Alpilatte     | a 7'38"    |
| 9    | Franco Chioccioli        | Maggi Mobili  | a 8'33"    |
| 10   | Alberto Volpi            | Sammontana    | a 10'31"   |

### Classifica a punti - Maglia ciclamino
| Pos. | Corridore           | Squadra      | Punti |
| ---- | ------------------- | ------------ | ----- |
| 1    | Johan van der Velde | Vini Ricordi | 195   |
| 2    | Urs Freuler         | Atala        | 172   |
| 3    | Francesco Moser     | Gis Gelati   | 140   |
| 4    | Frank Hoste         | Del Tongo    | 126   |
| 5    | Franco Chioccioli   | Maggi Mobili | 122   |

### Classifica scalatori - Maglia verde
| Pos. | Corridore         | Squadra     | Punti |
| ---- | ----------------- | ----------- | ----- |
| 1    | José Luis Navarro | Gemeaz-Zor  | 54    |
| 2    | Reynel Montoya    | Pilas Varta | 47    |
| 3    | Rafael Acevedo    | Pilas Varta | 38    |
| 4    | Acácio da Silva   | Malvor      | 32    |
| 5    | Andrew Hampsten   | 7-Eleven    | 32    |

### Classifica giovani - Maglia bianca
| Pos. | Corridore         | Squadra    | Tempo      |
| ---- | ----------------- | ---------- | ---------- |
| 1    | Alberto Volpi     | Sammontana | 105h57'22" |
| 2    | Silvano Contini   | Ariostea   | a 3'59"    |
| 3    | José Luis Navarro | Gemeaz-Zor | a 10'19"   |
| 4    | Andrew Hampsten   | 7 Eleven   | a 10'52"   |
| 5    | Luca Rota         | Murella    | a 15'47"   |